# GP Lugano 2019
De 73e editie van de wielerwedstrijd GP Lugano vond plaats op 9 juni 2019. De wedstrijd startte en finishte in Lugano en was 179,2 kilometer lang. De wedstrijd maakte deel uit van de UCI Europe Tour, met de categorie 1.1. De Italiaan Diego Ulissi won, voor zijn ploeggenoot Aljaksandr Raboesjenka.

## Uitslag
| Plaats  | Naam                   | Ploeg                         | Tijd     |
| ------- | ---------------------- | ----------------------------- | -------- |
| Winnaar | Diego Ulissi           | UAE Team Emirates             | 4u43'36" |
| 2       | Aljaksandr Raboesjenka | UAE Team Emirates             | z.t.     |
| 3       | Matej Mohorič          | Bahrain Merida                | z.t.     |
| 4       | Patrick Schelling      | Vorarlberg Santic             | z.t.     |
| 5       | Vincenzo Nibali        | Bahrain Merida                | + 7"     |
| 6       | Giovanni Carboni       | Bardiani CSF                  | + 41"    |
| 7       | Tadej Pogačar          | UAE Team Emirates             | + 42"    |
| 8       | Simone Velasco         | Neri Sottoli-Selle Italia-KTM | z.t.     |
| 9       | Kristian Sbaragli      | Israel Cycling Academy        | z.t.     |
| 10      | Marco Tizza            | Amore & Vita-Prodir           | z.t.     |
| 11      | Lukas Rüegg            | Swiss Racing Academy          | z.t.     |
| 12      | Simone Ravanelli       | Biesse Carrera                | z.t.     |
| 13      | Roland Thalmann        | Vorarlberg Santic             | z.t.     |
| 14      | Lorenzo Rota           | Bardiani CSF                  | z.t.     |
| 15      | Pierpaolo Ficara       | Amore & Vita-Prodir           | z.t.     |
| 16      | Kevin Colleoni         | Biesse Carrera                | z.t.     |
| 17      | Esteban Chaves         | Mitchelton-Scott              | z.t.     |
| 18      | Ivan Rovny             | Gazprom-RusVelo               | z.t.     |
| 19      | Simon Pellaud          | IAM Excelsior                 | + 47"    |
| 20      | Marco Canola           | Nippo-Vini Fantini-Faizanè    | + 51"    |

1981 · 
1982 · 
1983 · 
1984 · 
1985 · 
1986 ·  
1987 · 
1988 · 
1989 · 
1990 · 
1991 · 
1992 · 
1993 · 
1994 · 
1995 · 
1996 · 
1997 · 
1998 · 
1999 · 
2000 ·
2001 ·
2002 ·
2003 ·
2004 ·
2005 ·
2006 ·
2007 ·
2008 ·
2009 ·
2010 ·
2011 ·
2012 ·
2013 ·
2014 ·
2015 ·
2016 ·
2017 ·
2018 ·
2019 ·
2020 ·
2021 ·
2022 ·
2023 ·